# ماريا ثوريسدوتير
ماريا ثوريسدوتير ( (بالآيسلندية: Maria Þórisdóttir) ) (من مواليد 5 يونيو 1993) هي لاعبة كرة قدم نرويجية تلعب كمدافعة لمانشستر يونايتد من الدوري الإنجليزي الممتاز للسيدات والمنتخب النرويجي .  قبل التركيز تماما على كرة القدم، لعبت أيضا كرة اليد في الدوري النرويجي لكرة اليد للسيدات ل سولا وستابايك .  

## روابط خارجية
- ماريا ثوريسدوتير على موقع الاتحاد الدولي (مؤرشف)  (الإنجليزية)
- ماريا ثوريسدوتير على موقع الاتحاد الأوربي (الإنجليزية)
- ماريا ثوريسدوتير على موقع اتحاد النرويج (النرويجية)
- ماريا ثوريسدوتير على موقع قاعدة بيانات كرة القدم.إي يو (الإنجليزية)
- ماريا ثوريسدوتير على موقع Soccerway.com (الإنجليزية)
- ماريا ثوريسدوتير على موقع عالم كرة القدم.نت (الإنجليزية)

- ملف تعريف لاعب FIFA
- ماريا ثوريسدوتير – سجل منافسات اليويفا
- Maria Thorisdottir
- ماريا ثوريسدوتير  على سكروي